# Pułapka (film 1984)
Pułapka (ang. Country) – amerykański dramat filmowy z 1984 roku w reżyserii Richarda Pearce’a. Zdjęcia kręcono w stanie Iowa.

## Główne role
- Jessica Lange - Jewell Ivy
- Sam Shepard - Gil Ivy
- Wilford Brimley - Otis
- Matt Clark - Tom McMullen
- Theresa Graham - Marlene Ivy
- Levi L. Knebel - Carlisle Ivy
- Jim Haynie - Arlon Brewer
- Sandra Seacat - Louise Brewer

i inni

## Nagrody i nominacje
Oscary za rok 1984
- Najlepsza aktorka - Jessica Lange (nominacja)

Złote Globy 1984
- Najlepsza aktorka dramatyczna - Jessica Lange (nominacja)